# ميك تود
ميك تود (بالإنجليزية: Mick Todd)‏ هو لاعب دارت بريطاني، ولد في 6 يونيو 1972 في Newark-on-Trent ‏ في المملكة المتحدة.

## وصلات خارجية
- ميك تود على موقع DartsDatabase.co.uk (الإنجليزية)